# PFCディナモ・サマルカンド
FCディナモ・サマルカンド（FC Dinamo Samarqand (ウズベク語: Динамо Самарқанд Футбол Клуби, タジク語: Dastai Futboli Dinamo Samarqand)）は、ウズベキスタン・サマルカンド州の州都サマルカンドを本拠地とするサッカークラブである。キリル文字表記に従って「PFKディナモ・サマルカンド」と表記されることもある。

## 歴史
ディナモ・サマルカンドはウズベキスタンのサッカークラブの中でも有数の古い歴史を持つ。クラブは1960年に設立され、ソ連2部リーグのウズベキスタン地区リーグに参加していた。1992年、ウズベキスタンが独立しウズベク・リーグが創設されるとマラカンダ・サマルカンドとして参加した。1994年、1998年シーズンは2部リーグ落ちを味わったものの、残りのシーズンは1部でプレーしている。2000年にはウズベキスタン・カップで決勝進出を果たしたもののFCドゥストリクに敗れ、準優勝に終わった。しかし、リーグでは4位につけるなど総じて好成績を残した。

## クラブ名の変遷
- 1960 — 1963: ディナモ・サマルカンド
- 1963 — 1967: スパルタク・サマルカンド
- 1967 — 1968: ソグディアナ・サマルカンド
- 1968 — 1970: FKサマルカンド
- 1970 — 1976: ストライテル・サマルカンド
- 1976 — 1991: ディナモ・サマルカンド
- 1991 — 1993: マラカンダ・サマルカンド
- 1993 — 1997: ディナモ・サマルカンド
- 1997 — 1998: アフラシヤブ・サマルカンド
- 1998 — 2000: FCサマルカンド
- 2000 — 2008: FCサマルカンド・ディナモ
- 2008 — PFC ディナモ・サマルカンド

## テクニカルスタッフ
| 役職               | 氏名               |
| ------------------ | ------------------ |
| 監督               | Ahmad Ubaydullayev |
| コーチ             | Sergei Arslonov    |
| アシスタントコーチ | Eldar Sakayev      |
| アシスタントコーチ | Khamza Jabborov    |

## 組織
| 役職         | 氏名            |
| ------------ | --------------- |
| 会長         | Akbar Shukurov  |
| ディレクター | Alisher Latipov |
| 広報         | Usmon Ibodov    |

## 歴代監督
- Berador Abduraimov (1980–81)
- Nikolai Kiselev (1985–86)
- Aleksandr Ivankov (1987–88)
- Vladimir Fedin (1989)
- Shavkat Akhmerov (19??–1990)
- Yuriy Mamedov (1990–9?)
- Rustam Istamov (1991)
- Nikolai Soloviev (1992)
- Rustam Istamov (1993)
- Khakim Fuzailov (2000–02)
- Berador Abduraimov (2003)
- Tachmurad Agamuradov (2007–08)
- Viktor Djalilov (2009–11)
- Ahmad Ubaydullaev (2011–)